# Brand im Osten
Brand im Osten (Originaltitel: Tell It to the Marines) ist eine US-amerikanische Filmkomödie aus dem Jahr 1926 von George W. Hill mit Lon Chaney sr. und William Haines in den Hauptrollen. Der Film wurde von Metro-Goldwyn-Mayer produziert.

## Handlung
Um dem US Marine Corps beizutreten, reist Skeet Burns nach San Diego. Bei seiner Ankunft überlegt er es sich anders und reist weiter ins mexikanische Tijuana. Nachdem er dort seine gesamten Ersparnisse ausgegeben hat, kehrt er mittellos und hungrig nach San Diego zurück. Er schließt sich den Marines unter Sergeant O’Haras Führung an.
Burns verliebt sich in Norma Dale, eine Krankenschwester der Marine, doch nachdem er auf die Philippinen versetzt wird, fühlt er sich zu der Einheimischen Zaya hingezogen, was den Zorn ihrer Freunde auf sich zieht. Als Norma von der Affäre erfährt, beendet sie ihre Romanze mit Burns, der O’Hara für sein Unglück verantwortlich macht. Norma wird nach Hangzhou in China geschickt. Als die Nachricht eintrifft, dass ihre Gruppe von Banditen gefährdet wird, retten die Marines ihre bedrängten Landsleute. Obwohl O’Hara im Kampf verwundet wird, ist er froh zu wissen, dass er aus Burns endlich einen Mann gemacht hat. Nach seiner Entlassung aus dem Marine Corps verspricht Burns Norma, dass er auf sie warten wird.

## Hintergrund
Gedreht wurde der Film von Juni bis August 1926 auf der Iverson Movie Ranch in Chatsworth in San Diego sowie in den MGM-Studios in Culver City.
Regisseur George Hill stand in regelmäßigem Kontakt mit einem Kameramann in China, der in Zusammenarbeit mit der chinesischen Armee den Aufstand des Landes filmte. Hill beabsichtigte, das Filmmaterial als „Recherche“ für die Inszenierung von Kampfsequenzen zu nutzen. Hill arrangierte außerdem mit der Pazifikflotte der US-Marine, deren Kampfübungen zu filmen. Dazu durfte Hill auf einem Schlachtschiff und in Kasernen des US Marine Corps drehen.
Die Premiere fand am 23. Dezember 1926 in New York statt. An der Veranstaltung nahmen der Kommandant des Marine Corps sowie Offiziere anderer Militärzweige teil. Ebenfalls zu sehen waren Marinekapellen, eine Flaggenzeremonie, zwanzig Sergeants, die den Eingang bewachten, eine beleuchtete Zeltbahn, um einen Meereslandschaftseffekt zu erzeugen, und die Enthüllung des Marine-Emblems.
Im Januar 1927 wurde der Film für Präsident Calvin Coolidge im US-Innenministerium in Washington, D.C. gezeigt. Unter den rund 300 Teilnehmern befanden sich Generalmajor John A. Lejeune vom Marine Corps, sechs Mitglieder des Kabinetts und zahlreiche Senatoren. Die Band des Marine Corps spielte die Musik zum Film.
Cedric Gibbons und A. Arnold Gillespie waren für das Szenenbild zuständig. Jacques Tourneur war zweiter Regieassistent, Harold Lipstein Kameraassistent. Als militärischer Berater fungierte Generalmajor Smedley D. Butler vom Marine Corps.

## Veröffentlichung
Nach der Premiere vom 23. Dezember 1926 erfolgte der Kinostart in den USA am 29. Januar 1927. Ebenfalls 1927 kam der Film im Deutschen Reich und in Österreich in die Kinos.

## Kritiken
Der Filmkritiken-Aggregator Rotten Tomatoes hat in einer Auswertung ein Publikumsergebnis von 64 Prozent positiver Bewertungen ermittelt.
Mordaunt Hall von der The New York Times lobte besonders Lon Chaneys energischen Darstellung, die er mit Sinn für Humor absolviere. Die Zwischentitel und die Mimik der Charaktere vermitteln eine großzügige Portion Komik.
Auch Robert E. Sherwood war im Magazin Life von Lon Chaney begeistert. Es gebe keinen Zweifel, dass er ein außergewöhnlicher Schauspieler sei.
Der Kritiker des TV Guide schrieb, auf dem Papier sei die Kombination aus dem schroffen Lon Chaney sr. und dem lebhaften William Haines einfach nicht zielführend. Im Film wurde sie jedoch zu einer erfolgreichen Kombination für MGM.